# バリンジャー・クレーター

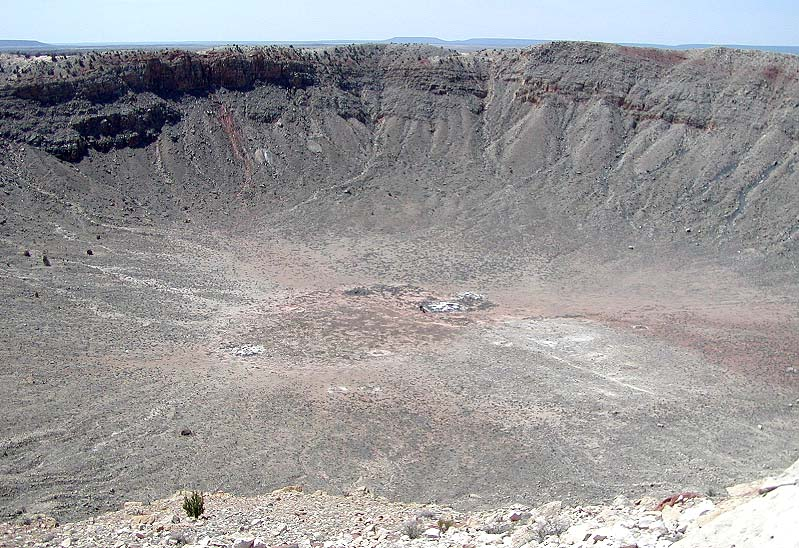
周壁南側からの近景

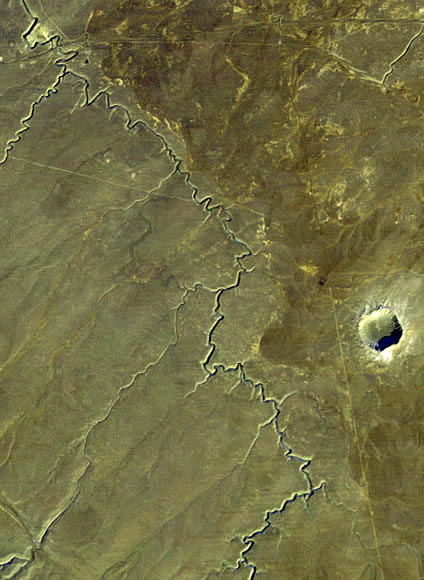
宇宙から見たバリンジャー・クレーター／NASAのランドサット衛星画像。

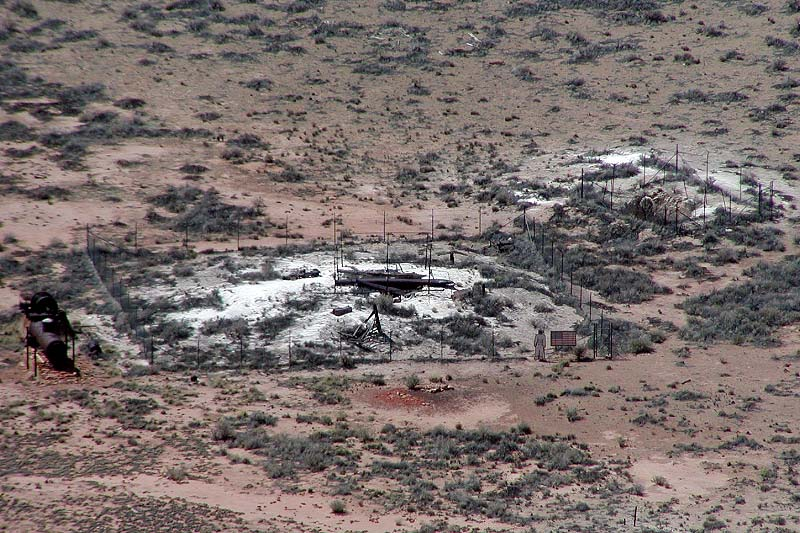
クレーターの底部に設けられた施設周辺

バリンジャー・クレーター（英語：Barringer Crater, Meteor Crater, Canyon Diablo Crater）は、アメリカ合衆国アリゾナ州フラッグスタッフ中心部から東南東約60キロメートルに存在する衝突クレーターである。他の呼称については後述する。北緯35度1分38秒 西経111度1分22秒 / 北緯35.02722度 西経111.02278度に所在。

## 呼称
このクレーターは、日本語では、「バリンジャー隕石孔」、「バリンガー・クレーター」、「バリンガー隕石孔」とも表記され、「アリゾナ大隕石孔」、「メテオ・クレーター」、「メテオール・クレーター」、「ミーティア・クレーター」（Meteor Crater、訳：隕石火口、または隕石孔）などといった別名でも呼ばれている。

## 概要
バリンジャー・クレーターは今から約5万年前に地球に衝突した隕石によって形成されたクレーターであり、直径約1.2キロメートル、深さ200メートルである。クレーターを取り囲む周壁が特徴的で、周囲の平原からの高さは30メートルである。バリンジャー・クレーターを形成した隕石が衝突した時代、バリンジャー・クレーターが位置するコロラド高原は現在よりも寒冷湿潤な気候であり、マンモスや地上オオナマケモノが生息する草原地帯であった。
バリンジャー・クレーターを作ったのは直径約30 - 50メートルの鉄金属隕石である。隕石は太陽よりも輝かしく燃えながら大気圏を通過し、時速4万キロメートルを超える速度で落下したと考えられる。そして、地上に激突した隕石は凄まじい爆発を引き起こした。そのエネルギーはツングースカ大爆発の3倍を超えると推測される。この爆発は、総重量は1億7,500万トンと推定される岩石を掘り起こし、孔の直径1.2キロメートル、深さ200メートルのクレーターを残した。周辺からは30トンもの隕鉄の破片が発見されており、周辺のディアブロ峡谷 (Diablo Canyon) の名を取って「キャニオンディアブロ隕鉄」と呼ばれている。
衝突地点ではあらゆる物質が融解・気化し、高温高圧によって炭素からダイヤモンドが生成された。衝突によって生成されたダイヤモンドはクレーターのごく近くと、ディアブロ峡谷でのみ発見されている。衝突はマグニチュード5.5以上の地震を引き起こし、クレーターの外側にあった30トンの石灰岩の塊を突き動かした。
衝突地点から半径3キロメートルから4キロメートル以内の生物は、衝突と同時に死滅した。その後、衝突によって発生した巨大な火の玉によって半径10キロメートル以内のあらゆる物質を焦がし、時速2,000キロメートルに及ぶ衝撃波が半径40キロメートル近くまで広がり、半径14キロメートルから22キロメートルまでのすべてを何もない荒野に変えた。しかしながら、この衝撃が地球の気候に大きな影響を及ぼすことはなく、100年ほどで動植物が再び根付いた。
2003年の秋にバリンジャーの子孫100人ほどがバリンジャーがクレーターを買い取って100周年になるのを記念して集まった。その翌年の2004年に放映されたNHKスペシャル『地球大進化〜46億年・人類への旅』の第1作でも、前年にバリンジャーの子孫たちがクレーターに集まったことが紹介され、日本でも注目された。

## 発見
バリンジャー・クレーターを最初に発見したのは、アメリカ西部への入植者であった。発見された当初、多くの地質学者はバリンジャー・クレーターが火山の火口であると勘違いしていたが、1903年に鉱山技師のダニエル・モロー・バリンジャーが巨大な鉄金属隕石の衝突によって形成されたクレーターであると指摘した。バリンジャーが経営する会社であるスタンダード・アイロン・カンパニー (Standard Iron Company) は1903年から1905年にかけてクレーターに関する研究を行い、バリンジャー・クレーターは隕石の衝突によって形成されたクレーターであるという結論を下した。1906年にバリンジャーは、共同経営者である物理学者ベンジャミン・チュー・ティルグマンと共にインパクト理論を裏付ける証拠を示した。彼らは米国地質調査所に最初の論文を提出し、この論文はフィラデルフィアの自然科学アカデミー会報で発表された。その後、衝突によって発生した高温高圧の痕跡がユージーン・マール・シューメーカーの研究によって示され、バリンジャーの仮説が証明された。宇宙からの飛来物の衝突によって形成されたことが証明された地形は、バリンジャー・クレーターが初めてである。
周辺から30トンもの隕鉄が発見されたことから、バリンジャーはクレーターの底からはより大量の隕鉄が発見できるものと考え、その総量を少なくとも1億トンと推定した。バリンジャーは仕事でアリゾナ州のツーソンを訪れた際、知人からこのクレーターの話を初めて聞いたとき、クレーターの地下に埋まっている巨大な鉄やニッケルを掘り出して大儲けしようと考え、現地を見もしないままクレーターを買い取っていた。その後、60万ドル（現在の貨幣価値で1000万ドル）を費やしながら1929年までの20数年間にわたって掘削を続けたが、小さな隕石の欠片は見つかったものの金になるようなものは出てこなかった。そのような状況のなか、1929年に数学者のフォレスト・モルトンの研究によって、クレーターを形成した隕石が直径数十メートル程度だったという論文が発表された。資金繰りのため掘削資金を調達していた投資家たちに掘削中止の電報を打った翌日、心臓発作によりバリンジャーは亡くなった。今日、実際に衝突した隕石の直径は約30 - 50メートル程度しかなく、隕石のほとんどは衝撃のため蒸発したことが分かっている。

## 観光
このクレーターはダニエル・モロー・バリンジャーの家族が現在も所有している、個人の私有地である。
観光業として世界中からツアーが組まれているが、外縁から内部を覗くのみでありそれ以上の立ち入りはできない。